# Angerville-la-Campagne
Angerville-la-Campagne är en kommun i departementet Eure i regionen Normandie i norra Frankrike. Kommunen ligger i kantonen Évreux-Sud som tillhör arrondissementet Évreux. År 2022 hade Angerville-la-Campagne 1 404 invånare.

## Befolkningsutveckling
Antalet invånare i kommunen Angerville-la-Campagne
Referens:INSEE